# Гальон, Захава
Захава Гальон (ивр. זהבה גלאון‎, урождённая Злата Лейбовна Шнипицкая; род. 4 января 1956 года, Вильнюс, СССР) — израильский политик, лидер левой партии «Мерец» в 2012—2018 годах.

## Биография
Гальон родилась 4 января 1956 года в Вильнюсе. Родители, Лейб Борух-Лейзерович Шнипицкий (1926, Мариямполе — 2018, Тель-Авив) и Шейна Исааковна Шнипицкая (урождённая Надель, 1923, Вильнюс — 2012, Тель-Авив), дали дочери имя Злата. В 1957 году семья эмигрировала в Польшу, оттуда в 1960 году репатриировалась в Израиль. Служила в десанте Армии обороны Израиля, уволилась в запас по окончании военной службы в звании сержанта.
Первую академическую степень получила в колледже Бейт Берл, в области специальной педагогики и иврита. Вторую академическую степень получила в Иерусалимском университете.
В 1999 году была избрана в кнессет 15-го созыва, вошла в состав комиссии по поддержке статуса женщины, комиссии по иностранным делам и безопасности и комиссии кнессета. Получила пост председателя парламентской следственной комиссии по вопросу торговли женщинами. Возглавила фракцию «Мерец» в кнессете.
Переизбиралась в кнессет 16-го и 17-го созывов. Перед выборами в кнессет 18-го созыва заняла четвёртое место в партийном списке «Мерец», и не стала депутатом, так как партия получила всего три мандата. Однако после того, как в 2011 году депутат Хаим Орон покинул кнессет, Гальон заняла его место.
7 февраля 2012 года Гальон была избрана лидером партии «Мерец», её кандидатуру поддержала основательница партии Шуламит Алони, назвав Гальон «наглой и смелой», а её соперника Илана Гилона — «утомительным занудой».
Является одним из основателей движения «Бецелем» и его же генеральным секретарём. Гальон владеет ивритом, идишем, английским и русским языками.
Дядя (брат матери) — историк-медиевист Беньямин Исаакович Надель (1918, Петроград — 2014, Хантингтон), выпускник виленской семинарии учителей идиша (1936), кандидат исторических наук (1947), был профессором и заведующим кафедры латинского языка в Педагогическом институте имени А. И. Герцена, с 1957 года заведующим кафедрой древней и средневековой истории Высшей педагогической школы в Гданьске; в 1968 году покинул Польшу и с 1969 года жил в США, где среди прочего был директором архивов «Бунда», генеральным секретарём его координационного совета (1992—2004) и редактором его органа «Ундзер цайт» (на идише); автор нескольких исторических монографий на идише, научных трудов на русском, польском и английском языках, главным образом по истории греческой диаспоры раннего средневековья.